# Danse contemporaine
 (mars 2021).
Si vous disposez d'ouvrages ou d'articles de référence ou si vous connaissez des sites web de qualité traitant du thème abordé ici, merci de compléter l'article en donnant les références utiles à sa vérifiabilité et en les liant à la section « Notes et références ».

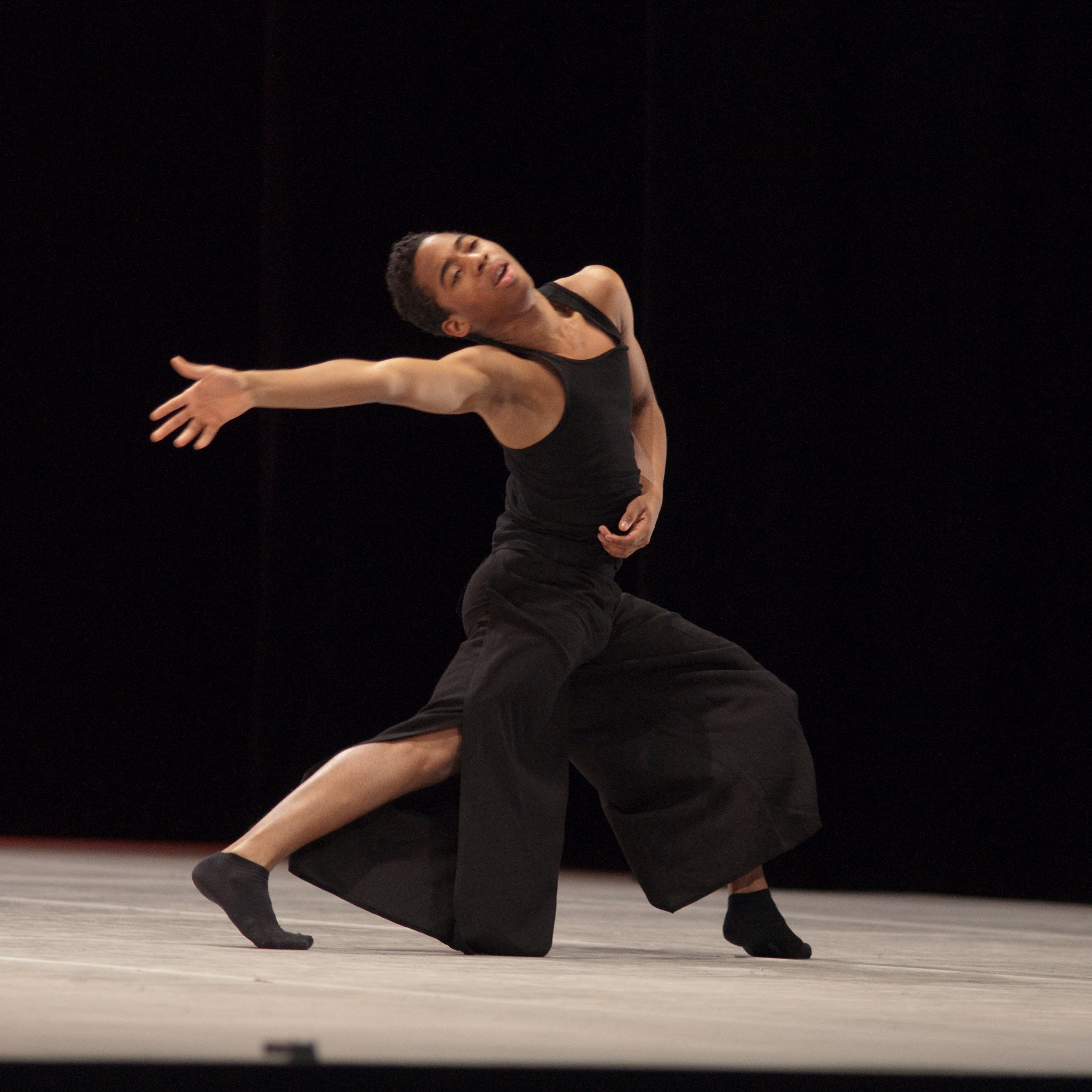
Variation de danse contemporaine.

La danse aujourd'hui nommée danse contemporaine naît en Europe et aux États-Unis après la Seconde Guerre mondiale. Elle fait suite à la danse moderne et débute, pour certains, avec les courants postmodernistes.

## Histoire
- Si vous ne connaissez pas le sujet, laissez ce bandeau (vous pouvez alors contacter les auteurs).
- Si vous supprimez le contenu mis en cause (vous pouvez préalablement contacter les auteurs),

argumentez précisément cette suppression dans la page de discussion
(un manque de référence n'est pas un argument ; une recherche réelle de référence doit avoir été effectuée, être formellement documentée).

## Techniques de la danse contemporaine
Les différentes techniques de la danse contemporaine ont en commun une certaine recherche dans la liberté du mouvement, et du corps, ainsi que des interactions avec d'autres arts (théâtre, vidéo, littérature, arts plastiques, etc) et formes scéniques (ouverture vers des lieux publics et la cité en général).

## Personnalités historiques marquantes
Pour une liste exhaustive, voir la liste des chorégraphes contemporains. Ne figurent ici que les acteurs les plus marquants de la danse contemporaine, dont les pionniers :
- Alvin Ailey
- Ushio Amagatsu
- Dominique Bagouet
- Pina Bausch, fondatrice de la danse-théâtre
- Joëlle Bouvier et Régis Obadia
- Trisha Brown
- Claude Brumachon
- Susan Buirge
- Carolyn Carlson
- Lucinda Childs
- Régine Chopinot
- Marie Chouinard
- Birgit Cullberg
- Merce Cunningham, l'un des « pionniers » de la danse contemporaine
- Laura Dean
- Philippe Decouflé
- Catherine Diverrès
- Myriam Dooge
- Pierre Doussaint
- Odile Duboc
- Isabelle Dubouloz
- Mats Ek
- Jan Fabre
- William Forsythe
- Jean-Claude Gallotta
- Anna Halprin
- Bill T. Jones
- Anne Teresa De Keersmaeker
- Jiří Kylián
- Daniel Larrieu
- Édouard Lock
- Maguy Marin
- Meredith Monk
- Mathilde Monnier
- Bernardo Montet
- Josef Nadj
- Alwin Nikolais
- Steve Paxton
- Alain Platel
- Angelin Preljocaj
- Karine Saporta
- Meg Stuart
- Mark Tompkins
- Saburo Teshigawara
- François Verret
- Hideyuki Yano
- Isadora Duncan

## Nouvelle génération (principaux noms)
- Jérôme Bel
- Boris Charmatz
- Sidi Larbi Cherkaoui
- Emmanuelle Huynh
- Akram Khan
- Héla Fattoumi & Éric Lamoureux
- Jan Lauwers
- Nasser Martin-Gousset
- Olivier Dubois (chorégraphe)
- Michèle Anne De Mey
- Mark Morris
- Xavier Le Roy
- Hofesh Shechter
- Wim Vandekeybus
- Crystal Pite
- Olivia Grandville
- Ohad Naharin

## Dansebutōau Japon (principaux noms)
- Ushio Amagatsu
- Tatsumi Hijikata
- Carlotta Ikeda
- Kô Murobushi
- Kazuo Ōno
- Min Tanaka
- Juju Alishina

## Danse contemporaine en Afrique
- Afrique du Sud : Robyn Orlin, Dada Masilo
- Angola : Ana Clara Guerra Marques
- Burkina Faso : Irène Tassembédo, Salia Sanou et Seydou Boro
- République démocratique du Congo : Faustin Linyekula
- Côte d'Ivoire : Alphonse Tiérou
- Sénégal : Germaine Acogny
- Cameroun : Merlin Nyakam
- Tunisie : Malek Sebai, Nawel Skandrani